# Lufingen
Lufingen ist eine politische Gemeinde im Bezirk Bülach des Kantons Zürich in der Schweiz. Ihr Mundartname ist Lufige.

## Geographie

Luftbild (1959)

Lufingen liegt zwischen dem Glatttal und dem Tösstal im Zürcher Unterland. Zur Gemeinde Lufingen gehört auch die Ortschaft Augwil. Der Landwirtschaft dienen 42,1 % der Gemeindefläche, 37,6 % ist Wald, 3,7 % dienen dem Verkehr, 16,4 % sind Siedlungsfläche, und 0,2 % sind Gewässer (Stand 2018).

## Geschichte
Im Jahr 1157 wurde Lufingen als Luvingen erstmals urkundlich erwähnt, als Domherr Domenicus in Strassburg Ländereien in Lufingen dem Kloster St. Blasien im Schwarzwald schenkte. Luvingin 1157 = bei den Leuten im Loch (mhd. lûf <Loch, Abgrund>). 1496 bis 1498 war Heinrich Brennwald Rektor der Pfarrkirche Lufingen. Die Gerichtsherrschaft Lufingen wurde im Dezember 1645 vom Kloster St. Blasien an seinen Zürcher Amtmann in Stampfenbach, Gerold Edlibach, verkauft. Der Rat von Zürich billigte diesen Kauf und verlieh Edlibach die Lehnsrechte, da die Stadt oberster Lehnsherr ihres Untertanengebietes war. 1647 verkaufte er die Gerichtsherrschaft an seinen Schwager, Johann Heinrich Waser, Vogt von Kyburg und danach Bürgermeister von Zürich.

## Bevölkerung
| Jahr      | 1634 | 1836 | 1850 | 1900 | 1950 | 2000 | 2005 | 2010 | 2015 | 2020 | 2022 |
| --------- | ---- | ---- | ---- | ---- | ---- | ---- | ---- | ---- | ---- | ---- | ---- |
| Einwohner | 148  | 262  | 259  | 332  | 343  | 1159 | 1472 | 1756 | 2066 | 2561 | 2763 |

2022 waren 26,2 % der Bevölkerung evangelisch-reformiert, 22,5 % römisch-katholisch, und 51,3 % hatten eine andere oder keine Konfessionszugehörigkeit.

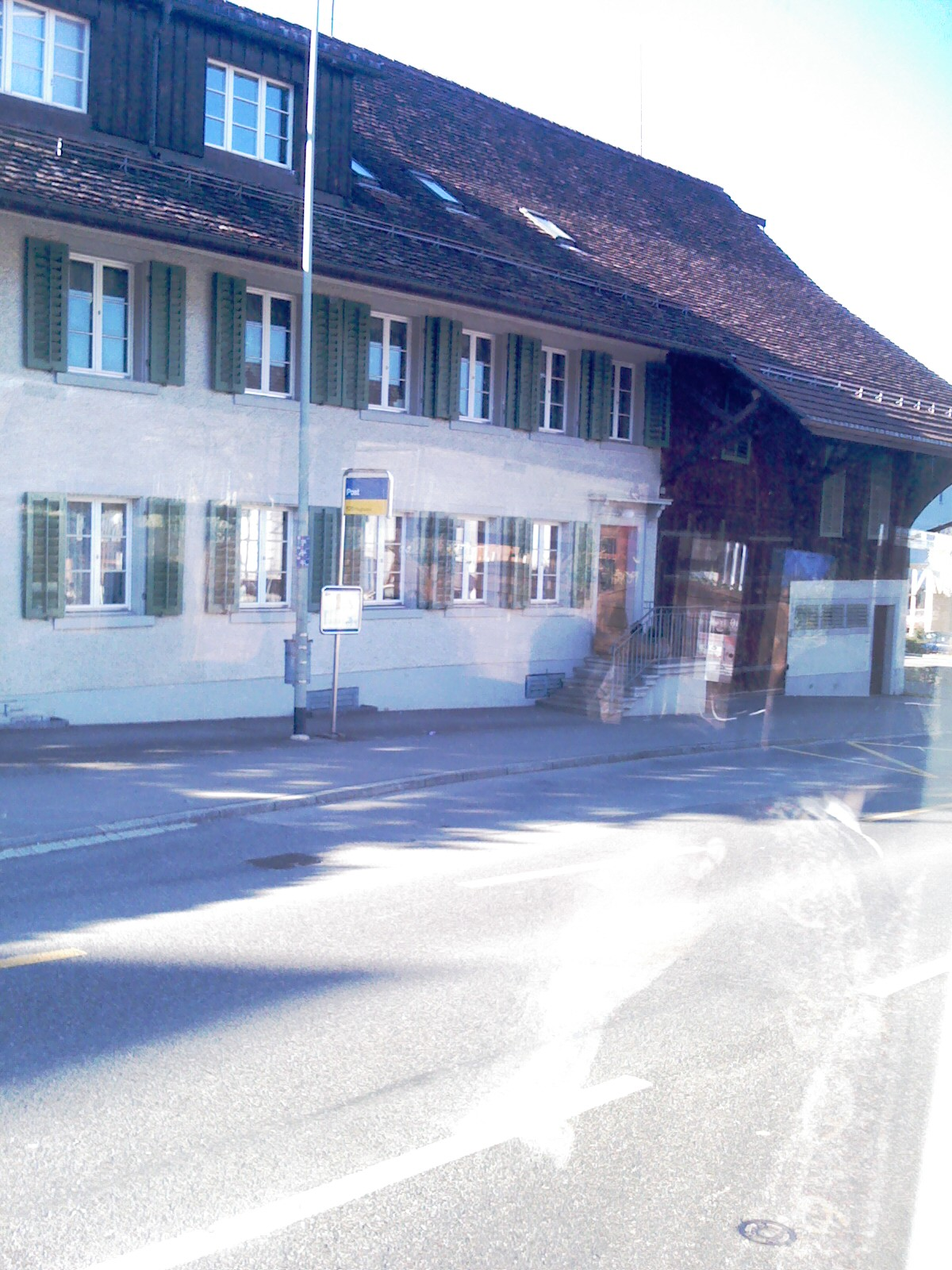
Postauto-Haltestelle in Lufingen

## Politik
Gemeindepräsidentin ist Yvonne Dorenkamp (parteilos).
Bei der Nationalratswahl 2019 erreichten die Parteien folgende Wähleranteile: SVP 44,73 %, glp 13,66 %, FDP 11,25 %, SP 8,31 %, Grüne 7,46 %, EVP 3,54 %, CVP 3,43 %, EDU 3,20 %, BDP 2,61 % und andere (8) 1,82 %.
Die Wähleranteile bei der Nationalratswahl 2023: SVP 45,83 % (+1,10 %), glp 12,19 % (−1,48 %), FDP 11,86 % (+0,61 %), SP 11,65 % (+3,35 %), Die Mitte 5,94 % (−0,10 %), Grüne 3,84 % (−3,62 %), EVP 2,86 % (−0,68 %), EDU 2,47 % (−0,73 %), Aufrecht Zürich 1,85 %, andere (11) 1,52 %.

## Wappen
Blasonierung:
In Gold auf gleichgipfligem, grünem Dreiberg wachsend eine rotstämmige grüne Tanne
Dieses offizielle Wappen löste 1861 ältere, nicht einheitlich verwendete Darstellungen ab.

## Persönlichkeiten
- Romano Spadaro (* 1948), Manager und ehemaliger Sportfunktionär